# Tim McGovern

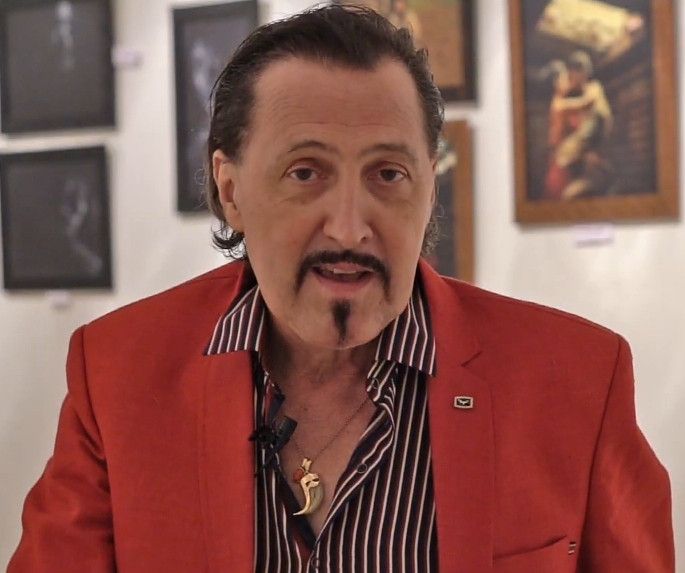
Tim McGovern, 2019

Tim McGovern (* 24. Juni 1955 in Chicago; † 30. März 2024) war ein US-amerikanischer Filmtechniker und Fachmann für Spezialeffekte. McGovern war ein Pionier für digitale visuelle Effekte in Filmen. Er wurde 1991 mit einem Special Achievement Award des Oscars für Total Recall und 2023 mit dem VES Founders Award ausgezeichnet.

## Leben
Tim McGovern studierte an der University of Illinois in seinem Geburtsort und schloss dort in den späten 1970ern in den beiden Fächern Photographic und Grafikdesign ab. Später erhielt er 2001 noch einen Doktorgrad an der Academy of Art University, San Francisco.
Als er seine Karriere begann, war das Feld der Spezialeffekte weitestgehend analog und die Digitalisierung setzte gerade ein.
In den frühen 1980ern arbeitete McGovern bei Robert Abel and Associates, wo er als Programmierer an dem 1982 erschienen Film Tron beteiligt war. Er war dann auch an mit den Clio Awards ausgezeichneten Werbespots mit digitalen Effekten beteiligt. Insgesamt erhielt er im Laufe seiner Karriere fünf Clio Awards.
Für den 1990 erschienen Film Die totale Erinnerung – Total Recall war er Leiter der Computer Generated Imagery und wurde hierfür mit dem Oscar geehrt. Er arbeitete an den visuellen Effekten für Last Action Hero (1993), Liebling, hältst Du mal die Axt? (1993), Kuck mal, wer da jetzt spricht (1993) und Besser geht’s nicht (1997).
Tim McGovern war an der Gründung der Sony Pictures ImageWorks beteiligt und war dort Vizepräsident und VFX Supervisor. Hier war er tätig für Mission: Impossible – Rogue Nation (2015), Dunkirk (2017), Ant-Man and the Wasp (2018), Men in Black: International (2019) und Jungle Cruise (2022).
Nachdem er Sony verlassen hatte, war er als unabhängiger VFX Supervisor weltweit tätig. Unter anderem leitete er die visuellen Effekte bei Hollywoodproduktionen in Mumbai und arbeitete zuletzt für DNEG Mumbai und für Ehisper Pictures, einem Production's Unternehmen für digitale Families Unternehmen.
Tim McGovern war aktives Mitglied der Visual Effects Society (VES). Er war fast zwei Jahrzehnte Vorstandsmitglied des Global Board der Visual Effects Society und zeitweise Vizevorsitzender des Gremiums. McGovern war Co-Vorsitzender bei der Gründung des VES Awards Committee für die seit 1997 vergeben VES Awards. Er war Gründungsvorsitzender des VES Committee for Outreach to Developing Regions und an der Gründung der VES-Sektionen in Deutschland, Frankreich und Indien beteiligt. Für seine nachhaltigen Beiträge zur Kunst, Wissenschaft und Geschäft der Visuellen-Effekte-Branche und den verdienstvollen Beiträgen zur VES wurde er 2023 mit dem VES Founders Award und der Ernennung zum Mitglied auf Lebenszeit ernannt.
Am 30. März 2024 wurde er von seiner Ehefrau Reena NeGandhi leblos in seinem Bett in seinem Haus aufgefunden. Die herbeigerufenen Rettungskräfte konnten nur noch seinen Tod feststellen.

## Auszeichnungen (Auswahl)
- 1991: Oscar: Special Achievement Award für Total Recall[6]
- 2018: Gold Derby Award: Dunkirk (Nominierung)[7]
- 2023: VES Founders Award
- 2024: VES Hall of Fame[8]